# Plastic Jesus
Plastic Jesus ist ein US-amerikanischer Folksong. Er wird Ed Rush und George Cromarty zugeschrieben, die ihn laut eigener Aussage 1957 in Fresno, Kalifornien, verfassten und 1962 als The Goldcoast Singers auf einem gleichnamigen Album veröffentlichten.
Eine weitaus bekanntere Version des Songs veröffentlichte Ernie Marrs im Jahr 1964, weswegen er häufig als Autor des Songs gilt. Seitdem wurde der Song dutzendfach gecovert und liegt heute in unzähligen Varianten vor, die vom jeweiligen Volksmund geprägt sind.
Der Song entstand ursprünglich als Parodie auf religiöse Radio-Programme, etwa einem aus Baton Rouge, Louisiana, das mit dem gesungenen Motto I don't care if it rains or freezes, leaning on the arms of my Jesus begann (Es kümmert mich nicht, ob es regnet oder schneit, ich liege in den Armen meines Jesus). Dies wurde von Rush und Cromarty zu I don't care if it rains or freezes, 'long as I got my Plastic Jesus, sitting on the dashboard of my car verballhornt (Es kümmert mich nicht, ob es regnet oder schneit, solange mein Plastik-Jesus auf dem Armaturenbrett sitzt). Rush berichtet außerdem, er sei von einer Radio-Sendung aus Del Rio, Texas, inspiriert worden, in der für einen glow-in-the-dark-Jesus (im Dunkeln leuchtender Jesus) geworben wurde, der einen Autounfall verhüten würde.
Das überregionale Bekanntwerden hat der Song vor allem seiner Verwendung im Film Der Unbeugsame (Cool Hand Luke, 1967) zu verdanken, in dem Protagonist Luke, gespielt von Paul Newman, die zwei ursprünglichen Strophen des Songs singt. Der Film erweiterte das Interpretationsspektrum des Songs erheblich, da er dort vom Protagonisten nicht als Parodie, sondern als Klagelied für seine verstorbene Mutter verwendet wird. Die beiden vorgetragenen Strophen entsprechen in etwa der Vorlage von Rush und Cromarty. Ernie Marrs hingegen prägte einen großen Variantenreichtum, der sich auch auf andere religiöse Figuren und andere Religionen im Allgemeinen ausweitete.